# Ingrid Van Rensbergen
Ingrid Van Rensbergen (Mechelen, 25 juli 1973) is een Vlaamse actrice.
Haar bekendste rol is die van Christel Feremans in Familie.
Ze speelde gastrollen in Buiten de zone (Siska), Wittekerke (Wendy), Flikken (Elly), F.C. De Kampioenen (oude klasgenoot van Marc in 1996 en Trudy in 2001), Aspe (Ilse Beerten), De Wet volgens Milo (Lina Vermegen), Mega Mindy (Astrid), Verschoten & Zoon (Trendy vrouw in 2005, Vicky De Brabander in 2007), Spring (Margot in 2007), Zone Stad (Riet Leysen) en de Familie Backeljau (Renée Du Caju). In 1998 en 1999 speelde ze een van de hoofdrollen in Alle maten. Tussen 2010 en 2016 speelde ze ook de boosaardige, vulgaire en vuilgebekte acrobate Marva tijdens het Monster Festival in Walibi Belgium. 
Ze presenteerde ook het programma Gravity Grooves op Urgent.fm.

## Opleiding
Van Rensbergen studeerde Latijn, wiskunde en wetenschappen aan het Atheneum Pitzemburg in Mechelen en voltooide haar humaniora in 1991 in de richting Woordkunst/Drama aan het Kunsthumaniora in Brussel. Daarna volgde ze de opleiding Toneel aan Herman Teirlinck in Antwerpen. Ook volgde zij de avond-opleiding Theater aan het NOK in Antwerpen. Aanvullend studeerde ze Russisch, Klassieke Dans aan het Conservatorium
Gent (2002-2005) en eveneens Hedendaagse Dans aan dezelfde instelling (2005-2008). In 2006 en 2007 volgde zij duikcursussen in Glover's Atol, Belize en Kaapstad, Zuid-Afrika.

## Theater
- Familie Van Den Berghe (diverse acts, Cirq, Gentse Feesten 2014)
- Het Spookhuis (Lavinia, Quilombo, Regie Lucas Tavernier 2013)
- Bata Bata (diverse acts, Cirq, Gentse Feesten 2013)
- Batabang! (diverse acts & show Cirq, Gentse Feesten 2012)
- Horen, zien & zwijgen (Overspelige Sandra, Compagnie Lowie, Regie Yves Caspar, seizoen 2011-12)
- De Bemoeial (secretaresse Marianne, Compagnie Lowie, Regie Yves Caspar, seizoen 2011-12)
- Edith (Margueritte Monnot/Journalist, Compagnie Lowie, Regie Yves Caspar, seizoen 2008-09 en tournee tot 2012)
- Zonnekemaan (Mevrouw Pineut Kleutervoorstelling, Regie Dries Desmet, seizoen 2009-10)
- Wereldwaterdag 2000 (hoofdrol Spektakel i.s.m. het W.W.F. Regie Nora Granovski)
- Popcorn (Ben Elton) (Brooke, De Komeet, regie Pietje Horsten, seizoen 1997-1998)
- Amelie en de koning op het dak  (Tankred Dorst) (Amelie, Froe Froe voor K.J.T., regie Marc Maillard, seizoen 1996-1997)
- Pulp (naar 'Pulp Fiction', Quentin Tarantino) (Mia, Regie Pietje Horsten, seizoen '96-'97)
- 2012-Now I'm Nationwide (Sarah, Theater Victoria, regie Frank Thys, seizoen '95-'96)
- Vuur in de sneeuw ('A Lie of the Mind', Sam Shepard) (Beth, regie Tom Van Bauwel, seizoen 1994-1995)

## Reclame
Van Rensbergen verzorgde de stem in reclames voor Mattel (2012-2016), Colruyt (2014) en sprak jingles in voor Urgent.fm, de studentenradio van de Universiteit Gent.